# Pedro Alonso-Morgado Tallafer
Pedro Alonso-Morgado Tallafer  (Sevilla, 22 de diciembre de 1888-La Palma del Condado, 2 de noviembre de 1962) fue un poeta español.

## Biografía
Era hijo de Asunción Tallafer y Rañón y de Antonio Alonso-Morgado y González, pintor sevillano fallecido a temprana edad, lo que no impidió su nombramiento como académico de la Real Academia de Bellas Artes de San Fernando de Madrid, el 30 de enero de 1888. También fue sobrino del ilustre historiador José Alonso-Morgado y González, sacerdote sabio y erudito, bibliotecario del Palacio Arzobispal. 

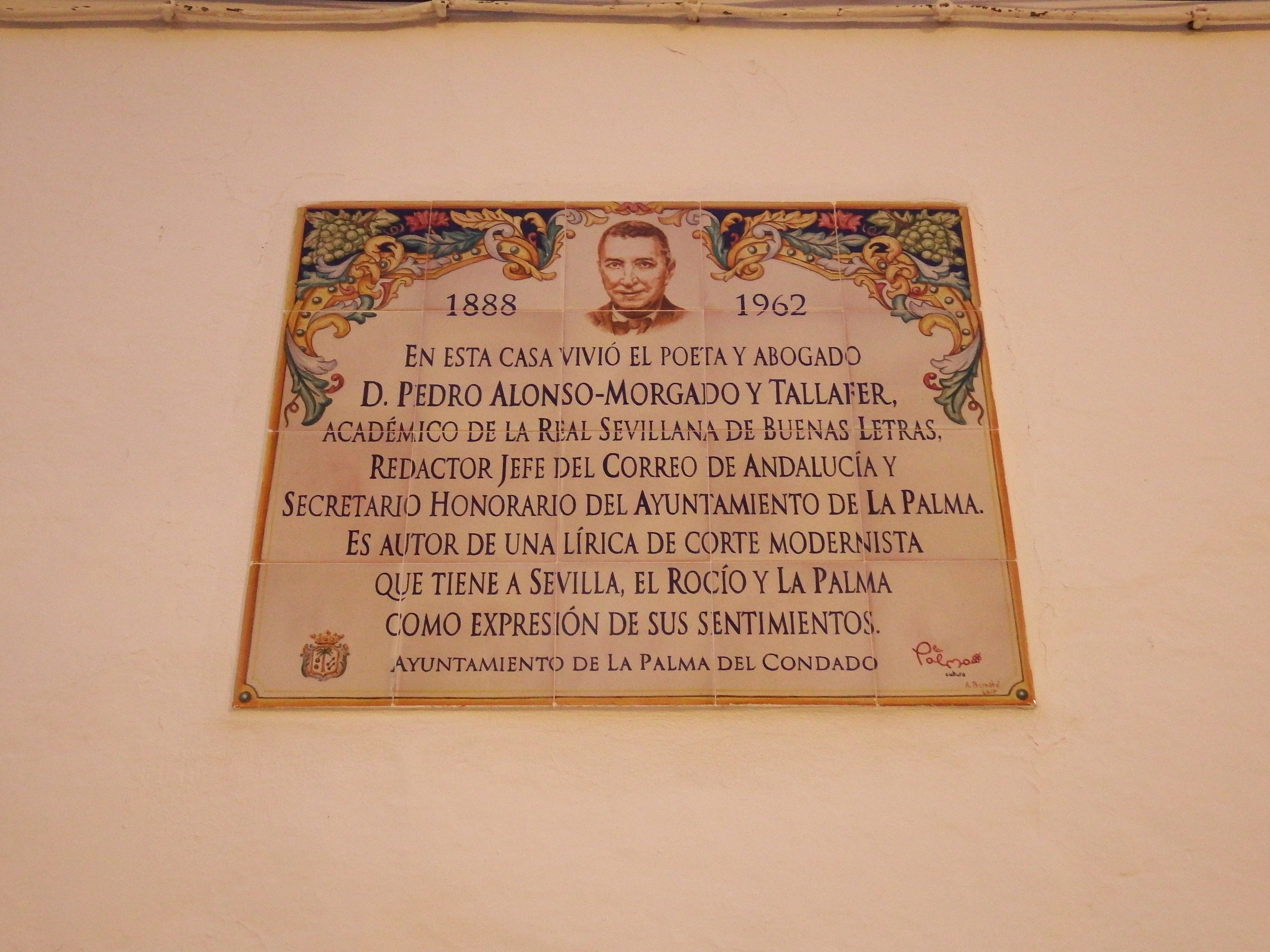
Placa en la casa de La Palma del Condado donde vivió

Estudió bachillerato en el Colegio de los Padres Escolapios de Sevilla al que se hallaba muy vinculado. Obtuvo la Licenciatura de Derecho en la Universidad Hispalense. En 1915, fue redactor jefe de El Correo de Andalucía y, posteriormente, fue nombrado académico de la Real Academia Sevillana de Buenas Letras. Socio y asiduo concurrente del Ateneo, y relacionado estrechamente con el ambiente literario de la época. Secretario del Ayuntamiento de Sevilla. En 1922, fijó su residencia en La Palma del Condado, donde contrajo matrimonio con Teresa Díaz Romero, con quien tuvo cuatro hijos. Allí ejerció el cargo de secretario de dicho Ayuntamiento con el ejercicio de la abogacía. 

## Obras, premios y colaboraciones
Su primera obra literaria es el libro Aleteos (Primeros Versos), en 1907. En 1918 publicó La Romería del Rocío, crónica descriptiva de la famosa fiesta. Además, empieza a colaborar en los principales periódicos y revistas, sobre todo andaluces. Obtuvo por voto unánime de la Real Academia Sevillana de Buenas Letras el premio "Sánchez Bedoya" en los años 1938 y 1940 por sus poemas “Romance de la Virgen Jardinera” y “Romance de la Rosa y de La Estrella”. Y, también por acuerdo unánime del jurado, le fue concedido en 1939 el premio "Ateneo Cabalgata de los Reyes Magos" por su crónica “La Inefable Evidencia” (El Correo de Andalucía de 4 de enero de 1939). En este mismo año publicó una novela corta, titulada El horizonte en los ojos (Nº 33 de “La novela del sábado” de Madrid). Presentó su libro Mástil para el premio de poesía "Ciudad de Sevilla" de 1957 (en el que concursaron noventa y cuatro obras, algunas firmadas por poetas de la talla de Gerardo Diego, Gloria Fuertes, Jaime Ferrán o Leopoldo de Luís). Mástil quedó en cuarto lugar, después de los libros de Rafael Montesinos (premiado), Aquilino Duque y Concha Lagos(2).
La mayor parte de su obra permanece inédita o ha sido publicada únicamente en periódicos y revistas. En el año 2001, de manera póstuma, se publicó su antología poética (curiosamente, algunos de los más grandes escritores de su generación que lo admiraban trataron de convencerlo para que la publicase, aunque no tuvieron éxito).

## Críticas y opiniones
Juan Ramón Jiménez, en una de las primeras cartas que le dirige dice:

“Si tiene usted mucho como esos tres sonetos de Semana Santa que leí en un periódico de Huelva, yo le aseguro que entrará con paso firme por la senda de la luz. No me refiero a la “popularidad” soy -como todos saben- enemigo de ella, y lo seré mientras viva. Es la otra gloria, la secreta, la de los comprensivos, la que le deseo. Yo quiero, amigo mío, que publique usted un primer libro muy bello. ¿Y por qué no en verso y prosa?  El mismo Mallarmé, como sabe usted lo hizo así. Un libro bello y bien editado, desde luego! Sencillo y serio. ¡Se ve cada cosa! Dentro del carácter del libro castellano pueden hacerse ediciones preciosas..”
Juan Ramón Jimenez, (“Cartas de Juan Ramón” de editorial Aguilar, 1.962 y “JUAN RAMÓN JIMENEZ. EPISTOLARIO I. 1898-1916” Publicaciones de la Residencia de Estudiantes, 2006).

En otra carta, el Premio Nobel de literatura escribe: 

“Sólo quiero darle, desde ahora, las más cariñosas gracias por cuanto con motivo de su libro en proyecto, me dice. Si usted quiere lo recomendaré a mi impresor, y, pues tiene usted ese gusto, le cederé del papel y cubiertas que yo uso –y que fabrican para mí- lo que usted necesite. Me parece bien su serenidad tan opuesta a… ¡otras cosas de otros!
No olvide nunca a André Chénier, que fue guillotinado sin haber publicado más que cinco o seis composiciones; ni a nuestro muy amado Bécquer  -puesto hoy en ridículo- que tampoco vio sus obras en un libro. De mí –y hablo para justificarme- sé decirle que tengo 23 libros inéditos”.
Juan Ramón Jiménez, (“Cartas de Juan Ramón” de editorial Aguilar, 1.962 y “JUAN RAMÓN JIMENEZ. EPISTOLARIO I. 1898-1916” Publicaciones de la Residencia de Estudiantes, 2006).

José María Izquierdo(3) hace un cálido elogio de su obra, manifestando también su esperanza en que algún día se publique:

“(…) los sonetos de este poeta inédito viven y vibran en el alma de sus amigos, sin haber llegado a formar un libro… ¿lo formarán alguna vez? Así lo deseamos cuantos conocemos el ritmo clásico de sus versos, y anhelamos que ese ritmo se dilate y perpetúe. (…) tal vez no esté  muy lejano el día en que sienta la necesidad de coleccionar y publicar las rimas de sus plásticas visiones. Pero ¿llegará a sentirla? Este poeta es la modestia personificada; es un poeta sin quererlo; un poeta que tiene un altísimo concepto de  la poesía, y…acaso tema que lo artístico no case bien con lo editorial. (…) Es el arte toda su ilusión, la ilusión de sus ilusiones y, es por ahora su único ideal”.
José María Izquierdo, “Divagando por la Ciudad de la Gracia”.
Edición 1.914, pág. 278 y ss

Rafael Laffón lo trata de convencer con estas palabras:   

“Tienes una innata elegancia de pluma que hace imperdonable tu habitual silencio de publicista ¿cuándo das, por fin, un libro? Creo sinceramente que el “tono” de tu personalidad lírica es, por ahora, único entre los actuales de por aquí. Por eso no debes perderte”.
Rafael Laffón, Carta inédita fechada el 3 de agosto de 1946. 
Extracto del prólogo de “Antología Poética Pedro Alonso-Morgado” 2.001.

## Obras publicadas (propias y de referencia)
A pesar de estas cariñosas indicaciones y de los elogios que a su obra hacen otros importantes autores de la época (Luis, José y Santiago Montoto, Manuel Siurot, Felipe Cortines Murube…), Pedro A. Morgado no publica en vida, aunque poco antes de morir, agrupó su poesía en los libros que fueron editados por la Familia de Pedro Alonso-Morgado y el Ayuntamiento de La Palma del Condado el 16 de abril de 2001, bajo el título Antología Poética de Pedro Alonso-Morgado.
De manera casi simultánea (26 de abril de 2001) fue publicada por el Distrito del Casco Antiguo del Excmo. Ayuntamiento de Sevilla su obra Sevilla en el alma
En el Diccionario de Ateneístas, tomo I (Ateneo de Sevilla, 2002) se publicó una  semblanza completa (págs. 36 y 37) del mencionado autor, escrita por Don Enrique Barrero Rodríguez. 
Su obra La Romería del Rocío se reeditó en facsímil  por el Excmo. Ateneo de Sevilla con fecha 13 de junio de 2005.   
Otra publicación destacada en lo que a Alonso-Morgado se refiere, es el libro El semanario de la palma (1908-1910), En la órbita de Juan Ramón Jiménez, de Manuel Ramírez Cepeda (“Colección Calle de la Cal Nueva”, Fundación Juan Ramón Jiménez y Junta de Andalucía, 2006).
Estas publicaciones son el fruto de un creciente interés por este gran poeta, tan poco conocido, y el germen de una expansión y reconocimiento de su  obra, que se imponen como una deuda de justicia histórica.
Así, como afirma Pablo de los Santos Parejo en el prólogo de “Sevilla en el alma”:

“Hoy, cuando la popularidad se ha convertido en el único termómetro de las cosas, cuando es más una causa que una consecuencia de las mismas, el rescate de un autor un poco olvidado adquiere una trascendencia particular. Se convierte en un acto de rebeldía, rebeldía frente a la inversión perversa de las categorías provocada por las fuerzas  mediáticas, que no son otras que las  fuerzas  del mercado. Este rescate se convierte así  en un acto de contra-cultura, o contra-subcultura, para entenderlo mejor. Y, paradójicamente, el volver la vista atrás adquiere tintes revolucionarios, en el mejor sentido del término”.
Pablo de los Santos Parejo, “Sevilla en el alma”, (Distrito del Casco Antiguo del Excmo. Ayuntamiento de Sevilla. 2001) 